# Trudsholm (Kirke Sonnerup Sogn)
 For alternative betydninger, se Trudsholm. (Se også artikler, som begynder med Trudsholm)
Trudsholm er en herregård i Sonnerup Sogn, Voldborg Herred i Lejre Kommune.
Trudsholm skal være oprettet som hovedgård ved midten af 1500-tallet. På samme tid opførtes den dens hovedbygning – et grundmuret hus i to stokværk. Gården skiftede ofte ejer i de følgende århundreder, men i 1776 blev den købt af gehejmeråd Frederik Christian Rosenkrantz, der i forvejen besad nabogodserne Egholm, Ryegaard og Krabbesholm. Hans arving, den senere gehejmestatsminister Niels Rosenkrantz, lod Trudsholm indgå i det i 1804 oprettede Stamhuset Rosenkrantz. Siden 1776 har Trudsholm haft samme ejer som Ryegaard.

## Ejere af Trudsholm
- (1608-1613) Margrethe Gøye
- (1613-1661) Holger Rosenkrantz og andre parthavere.
- (1661-1663) Sten Eriksen Bille
- (1663-1664) Anne Trolle
- (1664) Sten Eriksen Bille
- (1664-1665) Frederik Ahlefeldt
- (1665) Kronen
- (1665-1669) Jørgen Bielke
- (1669-1675) Magdalena Schønbach, gift Lente
- (1675-1705) Conrad Hesse (svigersøn)
- (1705-1715) Anna Cathrine Lente (enke)
- (1715-1726) Fr. Hugo Hesse
- (1726-1731) Gregers Juel
- (1731-1745) Peder Juel (søn)
- (1745-1749) Andreas Ottesen Schou
- (1749–1751) Christoffer Bartholins bo
- (1767-1775) Anders Dinesen
- (1776) Jacob Biørn Grundtvig
- (1776-1802) Frederik Christian Rosenkrantz
- (1802-1824) Niels Rosenkrantz
- (1824-1862) Henrik Jørgen greve Scheel
- (1862-1912) Frederik Christian Rosenkrantz greve Scheel
- (1912-1917) Henrik Jørgen greve Scheel
- (1917–1962) Fr. Chr. Rosenkrantz greve Scheel
- (1962-1998) Niels Rosenkrantz greve Scheel
- (1998-) Johan C. Rosenkrantz greve Scheel

## Ekstern henvisning
- Ryegaard og Trudsholm godser